# Matoatoa brevipes
Matoatoa brevipes — вид геконоподібних ящірок родини геконових (Gekkonidae). Ендемік Мадагаскару.

## Поширення і екологія
Matoatoa brevipes мешкають в прибережних районах на південному заході острова Мадагаскар, в регіонах Аціму-Андрефана і Андруа. Вони живуть в сухих чагарникових заростях і рідколіссях, на висоті до 100 м над рівнем моря. Віддають перевагу незайманим природним снередовищам. Ховаються у мертвій деревині.

## Збереження
МСОП класифікує цей вид як вразливий. Matoatoa brevipes є рідкісним видом, якому загрожує знищення природного середовища.